# 266 Aline
266 Aline је астероид главног астероидног појаса. Приближан пречник астероида је 109,09 km,
а средња удаљеност астероида од Сунца износи 2,802 астрономских јединица (АЈ).
Инклинација (нагиб) орбите у односу на раван еклиптике је 13,392 степени, а орбитални период износи 1713,938 дана (4,692 године). Ексцентрицитет орбите астероида износи 0,158.
Апсолутна магнитуда астероида износи 8,80 а геометријски албедо 0,044.
Астероид је откривен 17. маја 1887. године.